# Robert Ortiz
Robert James Ortiz es el baterista de la banda de post hardcore estadounidense Escape The Fate, nacido el 31 de mayo de 1987.

## Entrada a Escape The Fate
Después de que se hubiesen juntado Ronnie Radke, Max Green y Bryan Money después de unos cuantos ensayos, Robert Ortiz fue seleccionado como el baterista de la banda y no pasó mucho tiempo para que Omar Espinosa, quien por ese entonces era guitarrista de LoveHateHero, se les uniese.
Llegaría finalmente el tecladísta Carson Allen, quien completó la primera formación del grupo.
Ortiz realizó una entrevista a Slash, célebre miembro de los Guns, para el portal buzznet en la cual se declaraba admirador de la banda y que conocer al guitarrista era cumplir uno de sus sueños., además es fanático de la banda de thrash Slayer, se ve con una camisa de ese grupo en el video de Situations.

## Discografía
- "Escape The Fate EP" (2005)
- "There's No Sympathy For The Dead" (2006)
- "Dying Is Your Latest Fashion" (2006)
- "This War Is Ours (2008)
- "Escape The Fate" (2010)
- "Ungrateful" (2013)
- "Hate Me" (2015)
- "I Am Human" (2018)
- "Chemical Warfare" (2021)
- "Out of the Shadows" (2023)